# Richard Anthony
Pour les articles homonymes, voir Anthony.
Richard Btesh, alias Richard Anthony, né le 13 janvier 1938 au Caire (Égypte) et mort le 19 avril 2015 à Pégomas (Alpes-Maritimes), est un chanteur français d’origine syrienne.
Pionnier du twist en France et importateur de rock, il est surnommé « le père tranquille du rock », et compte plus de six cents titres enregistrés et plus de cinquante  millions de disques vendus. Il a enregistré des titres dans six langues : français, anglais, allemand, espagnol, italien et arabe.

## Biographie

### Famille, enfance et débuts
Le père de Richard Anthony, Edgar Btesh, de confession israélite et originaire de la province d'Alep en Syrie (à l'époque sous mandat français depuis 1918), est un industriel dans le textile en Égypte. Sa mère Marguerite, dite Margaret, d'origine anglaise, est la fille de Samuel Shashoua Bey, consul honoraire d'Irak (officiellement indépendant depuis 1930) à Alexandrie. Le jeune Ibrahim Richard passe une enfance « dorée » en Égypte, mais la montée du nationalisme obligera sa famille à l'exil. D'abord en Argentine puis en Angleterre. À neuf ans, il intègre le prestigieux Brighton College où il sera soliste de la chorale.
Son premier passage télévisé sera aux actualités ; à onze ans, il est présenté au maréchal Montgomery comme meilleur élève en préparation militaire d'Angleterre.
À treize ans, il arrive en France, en 1951, et entre au lycée Janson-de-Sailly de Paris. Sa demi-sœur, Valérie, fera partie de Tangerine, un groupe folk français des années 1970, et continuera plus tard une carrière solo sous le pseudonyme de Manu Le Prince, chanteuse reconnue pour ses reprises de classiques brésiliens.
Après son baccalauréat et le début de ses études de droit, il refuse de suivre ses parents à Milan, préférant rester avec Michelle, rencontrée sur les bancs du lycée et qui deviendra sa première épouse, avec qui il aura trois enfants : Nathalie, Jérôme et Joanne. Il devient représentant de commerce en réfrigérateurs tout en jouant du saxophone dans les clubs de jazz ; il se produit notamment les jeudis soir au Vieux-Colombier dont le patron, Claude Wolf, est le mari de Petula Clark.

### Carrière

#### De 1958 à la fin des années 1960
En 1958, influencé par la pop anglophone qu'il connaît bien (polyglotte parlant six langues), Richard Anthony décide d'adapter ce nouveau genre musical avec des textes en français. C'est ainsi qu'il enregistre Tu m'étais destinée, adaptation du You Are My Destiny de Paul Anka, puis Peggy Sue, version française du succès de Buddy Holly, et fait le tour des maisons de disques sans dire qu'il en est le chanteur. Il se décide à l'avouer devant l'enthousiasme des directeurs artistiques. Parmi eux, c’est Jacques Poisson alias Jacques Plait, futur producteur et directeur artistique de Joe Dassin, qui le « signe » le premier dans une maison de disques, pour le label Columbia (Pathé Marconi). Il prend alors son nom d'artiste Richard Anthony (qui est la réunion de ses deux prénoms de l'état civil) et sort en 1958 son premier super 45-tours Rock’n’Richard, contenant les deux titres, mais qui passe inaperçu,. Son second 45 tours, intitulé La Rue des cœurs perdus, et publié en 1959, connaît le même destin.
Il doit attendre la sortie, en octobre de la même année, de son troisième 45 tours 4 titres Nouvelle Vague, dont la chanson-titre est une reprise du Three Cool Cats des Coasters, pour connaître le succès, atteignant la septième place du hit-parade et vendu à plus de 500 000 exemplaires.
Cela lui permet de publier l’année suivante son premier 33 tours 25 cm. Suit alors une série de tubes, enregistrés entre Paris et Londres : Itsy bitsy petit bikini, Faits pour s’aimer, La Leçon de twist, J'entends siffler le train qui reste un de ses plus gros succès français (1962), ou encore Donne-moi ma chance (1963),. En 1962, sa popularité est telle qu’il parvient, avec les titres La Leçon de twist et J'entends siffler le train, à se maintenir numéro un des ventes en France durant vingt et une semaines.
Les médias de l'époque mettent alors en concurrence les deux plus gros vendeurs de disques, Johnny Hallyday et Richard Anthony, tandis que leurs fans respectifs se déchirent et en viennent aux mains en saccageant des salles de concert. Pourtant, ils sont en réalité les meilleurs amis du monde.
Parmi les signes de sa notoriété à l'époque, son nom est cité dans le texte de Monsieur Boum Boum, chanson sortie en 1963, écrite par Bernard Michel et interprétée par Henri Salvador (une adaptation en français de la chanson à succès Mr. Bass Man de l'Américain d'origine écossaise Johnny Cymbal) : « […] Oui bien sûr on t'oublie / Quand Richard Anthony / Crie dans le micro / Yeah, yeah, yeah-yeah-yeah-yeah […] ».
En 1964, il est à nouveau numéro un avec À présent tu peux t'en aller, reprise du I Only Want to Be with You de la britannique Dusty Springfield.
Se produisant au rythme de trois cents galas par an, il décide de passer son brevet de pilote, étant le premier chanteur français à adopter l'avion privé, plus rapide et moins dangereux que la route, comme mode de déplacement ; il en acquiert un, comme le chanteur Marcel Amont, qu'il pilote lui-même pour ses tournées, embarquant musiciens et matériel. Il rejoint ainsi, dès qu'il le peut, sa famille dans ses villas de Saint-Tropez et de Marbella, ou sa maison de la vallée de Chevreuse et autre chalet à Crans. Il se fait construire un hôtel à la Jamaïque où il s'accorde quelques moments de vacances.
En 1965, il est de nouveau en tête des Hit-parade français avec Je me suis souvent demandé (no 1 en France, 3 avril 1965), l'adaptation d'une chanson belge (en néerlandais) de Bobbejaan Schoepen. Il en fait également un hit en Argentine sous le titre Me he preguntado muchas veces (titre alternatif : A Veces Me Pregunto - no 1 en Argentine, 25 décembre 1965).
À cette époque, il vit entre Marbella, où réside sa famille, et Londres où il enregistre aux studios Abbey Road en même temps que les Beatles, avec qui il se lie d'amitié[réf. nécessaire]. Il sera le premier artiste européen dont la puissante Motown achètera les droits pour les États-Unis avec le titre I don't know what to do enregistré à Londres et paru sur l'album no 5 de 1965.
Il figure sur la « Photo du siècle » prise par Jean-Marie Périer en avril 1966, qui réunit quarante-six vedettes françaises des années 1960.
En 1967, Guy Bontempelli écrit des paroles sur le Concerto d'Aranjuez de Joaquín Rodrigo, et Aranjuez, mon amour devient un de ses plus grands succès (no 1 en France et en Espagne, no 3 en Grèce et au Brésil, no 8 en Argentine). Ce titre est resté la plus grande fierté de Richard Anthony. Son compositeur ayant refusé toute adaptation, c'est sans l'accord de sa maison de disques qu'il l'enregistre, sur ses deniers personnels, avec l'orchestre philharmonique de Londres, avant d'aller le présenter lui-même à Joaquín Rodrigo, à Madrid, où il obtient sa permission de le diffuser.

#### Années 1970 et 1980
Fatigué par plus de dix ans de tournées et ne s'adaptant pas à la mode montante du disco, son succès s'épuise dans les années 1970 ; après son tube Le Sirop Typhon, Richard Anthony s'éloigne une première fois du public et divorce d'avec Michelle. Voulant profiter de la vie, il s'installe avec Josiane Pabion (Iris Franck) pendant quatre ans à Saint-Paul-de-Vence, voisin d'Yves Montand et de Simone Signoret. Josiane et lui ont un fils, Julien Pabion.[réf. nécessaire]
Il atteint la seconde place des ventes en France en 1974, avec Amoureux de ma femme (une reprise de la chanson italienne Nessuno mi può giudicare de Caterina Caselli,) et, en 1978, après l'album Non Stop, il s'installe à Los Angeles avec sa nouvelle femme Sabine et leurs trois enfants Xavier, Alexandre et Cédric pour y faire de la production. Il veut à présent exporter des mélodies françaises pour le public américain. Il y produit notamment Indian Summer, adaptation anglaise de L'Été indien de Joe Dassin. Il y enregistre aussi un album en anglais resté inédit jusqu'à maintenant.
Il revient en France en 1982 pour quelques mois mais se fait rattraper par le fisc pour un redressement fiscal sur « éléments de train de vie », ce qui l'amène à passer quatre jours à la maison d'arrêt de Pontoise en 1983.
À la fin des années 1980, il divorce de Sabine et s'éloigne une nouvelle fois du public. Il part s'installer sur la Côte d'Azur où il a un grave accident de bateau l'obligeant à rester alité plusieurs semaines, Elizabeth, son infirmière, devient sa dernière compagne.[réf. souhaitée]
À partir de 1980, il apparaîtra comme un chanteur démodé, surtout auprès du jeune public, mais il continuera cependant à vendre ses disques à succès des années 1960 et 1970 auprès d'un public qui lui sera resté fidèle.

#### Années 1990 et 2000
En 1993, la firme EMI sort un coffret de trois cents de ses chansons, qui redonne à Richard Anthony l'envie de revenir sur scène. Il sort le titre La Barrière des générations, enregistré en Belgique, et fait un retour sur les plateaux de télévision, l'émission Sacrée Soirée lui offre une spéciale Richard Anthony au cirque d'Hiver de Paris.
En 1994, il enregistre la collection Atlas Spéciale Chansons Françaises. En 1996, il réenregistre ses tubes pour la France mais aussi pour l'Espagne avec l'album Sentimental .
En 1997, il publie son autobiographie aux éditions Michel Lafon, Il faut croire aux étoiles, d'après le titre d'une de ses chansons.

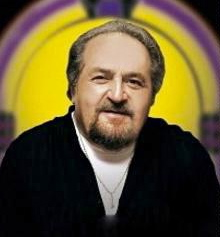
Richard Anthony en 2014.

En 1998, il fête ses quarante ans de carrière au Zénith de Paris et reprend Victoire je t'aime, en hommage aux Bleus, et le rap Pas innocents pour les discothèques.

#### Dernières réalisations
Malgré un rythme de trente galas par an, Richard Anthony fait un nouveau retour médiatique en 2006 en tête d'affiche des tournées Âge tendre et Têtes de bois. Il participe jusqu'à la quatrième saison, soit jusqu'en 2010, avant de revenir pour la septième saison, en 2012-2013, où il en profite pour l'annoncer comme tournée d'adieu.
En 2010, sort la deuxième édition de son autobiographie intitulée Quand on choisit la liberté. Il fait à l'occasion plusieurs passages télévisés dont une des meilleures audiences de l'année pour l’émission de Mireille Dumas où il avouera avoir vaincu un cancer du côlon.
Le 12 février 2012, il fait salle comble pour un concert sur la scène de l'Olympia où il invite Jeane Manson en première partie.

### Mort
Après avoir souffert en 2010 d'un cancer du côlon, Richard Anthony meurt le 19 avril 2015 à l'âge de 77 ans à Pégomas (Alpes-Maritimes), des suites d'un cancer généralisé. Lors de son dernier séjour à l'hôpital, il avait souhaité rentrer chez lui pour mourir près des siens. Ses obsèques ont lieu le 24 avril à Cabris, dans l'intimité familiale. Il est inhumé au cimetière communal.

### Vie privée
Richard Anthony s'est marié deux fois et a reconnu neuf des onze enfants qu'il aurait eus dont Xavier, Cédric et Alexandre, nés de son union avec sa deuxième femme Sabine. Le premier étant connu pour sa participation à l'émission Queer, cinq experts dans le vent, le dernier étant connu pour sa relation tumultueuse avec le mannequin Sarah Marshall, petite-fille de Michèle Morgan.
Il n'a jamais exprimé publiquement ses opinions politiques mais il a toutefois chanté quelques chansons engagées telles La Terre promise, Inch'Allah, Le Déserteur ou encore Je me suis souvent demandé.

## Reprises et hommages
Sauf indication contraire, les informations mentionnées dans cette section peuvent être confirmées par le générique de fin de l'œuvre audiovisuelle présentée ici, ainsi que par la base de données cinématographiques IMDb,  présente dans la section « Liens externes ».

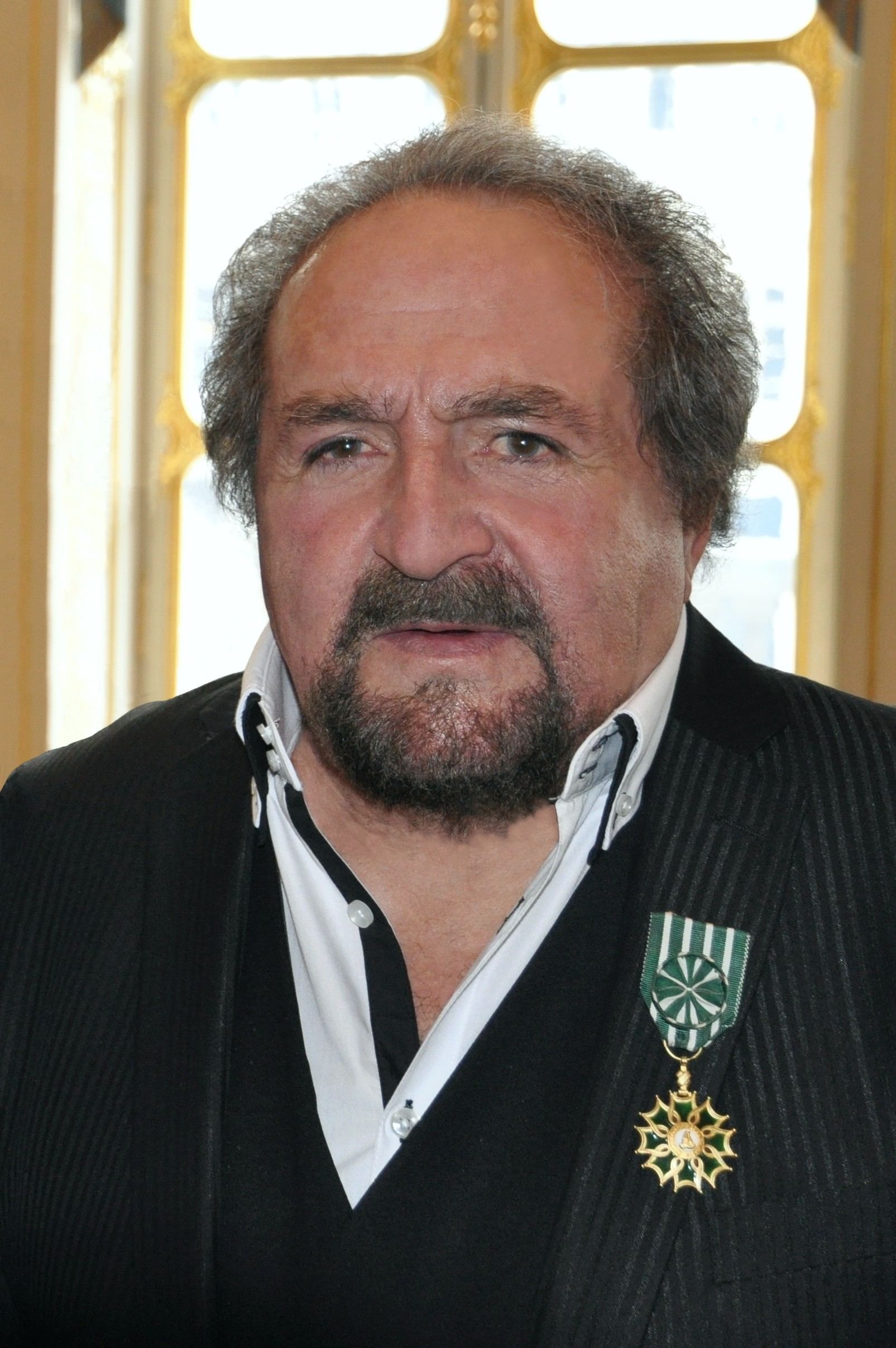
Le 23 novembre 2011, Richard Anthony reçoit la rosette d'officier des Arts et des Lettres.

- De nombreux artistes comme Pow woW, Alliage et plusieurs fois Les Enfoirés ont repris les chansons ou les adaptations de Richard Anthony, dont celle du Concerto d'Aranjuez.
- En 2005, la chanson Amoureux de ma femme fait partie de la bande originale du film Palais royal ! réalisé par Valérie Lemercier.
- En 2015, la chanson J'entends siffler le train fait l'objet d'une reprise au Québec par Yoann Garneau, le vainqueur en 2014 de l'émission de télévision La Voix, version québécoise.
- En 2016, la chanson Amoureux de ma femme fait partie de la bande originale du film Papa ou Maman 2 réalisé par Martin Bourboulon (dans une reprise de Marion B)[25].
- En 2018 sort le film Amoureux de ma femme réalisé par Daniel Auteuil.

## Hommage dans l'art
En 1963, de même que Charles Aznavour l'année précédente, Richard Anthony contribue, à son tour, à faire connaître Michel Bourdais, jeune dessinateur, en achetant le portrait qu'il a fait de lui. Ce portrait rendra jaloux Claude François qui insistera auprès du dessinateur pour qu'il lui réalise le sien de façon aussi réaliste.
Richard Anthony et Michel Bourdais resteront amis jusqu'à la mort du chanteur.

## Publications
- Il faut croire aux étoiles, autobiographie, 1997
- Quand on choisit la liberté, autobiographie, 2010. En fin d'ouvrage on trouve la discographie de Richard Anthony établie par Olivier Delavault.

## Décoration
En janvier 2011, Richard Anthony est promu au grade d'officier des Arts et des Lettres. Il est décoré le 23 novembre 2011 par le ministre de la Culture Frédéric Mitterrand.